# Nuoto in acque libere ai campionati mondiali di nuoto 2017 - 25 km femminili
La gara dei 25 km in acque libere femminili dei campionati mondiali di nuoto 2017 è stata disputata il 21 luglio nelle acque del lago Balaton, nella regione ungherese del Transdanubio, a partire dalle ore 8:45. Alla gara hanno preso parte 22 atlete provenienti da 15 nazioni.
La competizione è stata vinta dalla nuotatrice brasiliana Ana Marcela Cunha, mentre l'argento e il bronzo sono andati rispettivamente all'olandese Sharon van Rouwendaal e all'italiana Arianna Bridi.

## Risultati
| Posizione | Atleta                | Nazionalità | Tempo     | Ritardo  |
| --------- | --------------------- | ----------- | --------- | -------- |
| 1         | Ana Marcela Cunha     | Brasile     | 5h21'58"4 | -        |
| 2         | Sharon van Rouwendaal | Paesi Bassi | 5h22'00"8 | +2"4     |
| 3         | Arianna Bridi         | Italia      | 5h22'08"2 | +9"8     |
| 4         | Martina Grimaldi      | Italia      | 5h23'54"6 | +1'56"2  |
| 5         | Anna Olasz            | Ungheria    | 5h23'55"0 | +1'56"6  |
| 6         | Anastasiia Krapivina  | Russia      | 5h24'03"7 | +2'05"3  |
| 7         | Becca Mann            | Stati Uniti | 5h27'06"9 | +5'08"5  |
| 8         | Aurélie Muller        | Francia     | 5h28'25"3 | +6'26"9  |
| 9         | Chelsea Gubecka       | Australia   | 5h28'41"6 | +6'43"2  |
| 10        | Cathryn Salldin       | Stati Uniti | 5h29'49"7 | +7'51"3  |
| 11        | Lenka Štěrbová        | Rep. Ceca   | 5h33'04"6 | +11'06"2 |
| 12        | Onon Sömenek          | Ungheria    | 5h33'05"8 | +11'07"4 |
| 13        | Lara Grangeon         | Francia     | 5h33'12"0 | +11'13"6 |
| 14        | Sarah Bosslet         | Germania    | 5h33'19"7 | +11'21"3 |
| 15        | Yumi Kida             | Giappone    | 5h39'31"5 | +17'33"1 |
| 16        | Nataly Caldas         | Ecuador     | 5h42'38"4 | +20'40"0 |
| 17        | Valeriia Ermakova     | Russia      | 5h45'13"9 | +23'15"5 |
| 18        | Xeniya Romanchuk      | Kazakistan  | 5h45'56"7 | +23'58"3 |
| 19        | Betina Lorscheitter   | Brasile     | 6h05'20"0 | +43'21"6 |
| -         | Mahina Valdivia       | Cile        | DNF       | -        |
| -         | Vicenia Navarro       | Venezuela   | DNF       | -        |
| -         | Angela Maurer         | Germania    | DNS       | -        |